# Metro de Huancayo
El Metro de Huancayo o Metro Wanka fue un proyecto de ferrocarril metropolitano peruano que serviría a las provincias de Huancayo, Concepción y Jauja en el departamento de Junín. 
Su funcionamiento fue estimado para el primer semestre de 2013, según lo anunciado en octubre de 2012, por el alcalde Dimas Aliaga, conjuntamente con Juan de Dios Olaechea, presidente del Ferrocarril Central. Se trataba de un ferrocarril con una extensión proyectada de 7 km. que comunica la zona de Chilca, el centro de la ciudad de Huancayo y Tambo, están previstos siete estaciones y siete pasos a nivel.
Por inconvenientes burocráticos y técnicos, el proyecto se canceló en octubre de 2013.

## Historia
El proyecto fue anunciado en julio de 2011, definiéndose la ruta y las obras a realizarse. El 20 de octubre se presentaron en el puerto del Callao los primeros seis autovagones de 18 metros de largo y 150 pasajeros de capacidad, que realizarán el servicio, mientras la presentación oficial con asistencia del primer ministro Juan Jiménez Mayor, se hizo el 14 de noviembre en la estación de Monserrate del Ferrocarril Central Andino, en la ciudad de Lima.
El 2 de diciembre de 2011 se iniciaron las obras complementarias a las vías por parte de la Municipalidad Provincial de Huancayo. Desde entonces no se ha realizado mayor avance en el proyecto por lo que actualmente está totalmente inactivo.

## Etapas
El Metro recorrería unos 7 kilómetros. Desde Chilca, pasando por Huancayo y Jauja, en un tramo de casi 42 kilómetros.
- Chilca
- Huancayo
- Los Andes
- Julio C. Tello
- Mariátegui
- Evitamiento
- Universidad Nacional del Centro del Perú
- El Tambo
- San Agustín de Cajas
- San Jerónimo
- Concepción
- Matahuasi
- Ataura
- Jauja